# Brusići
Brusići, lok. čak. Brusić, je selo na otoku Krku.

## Smještaj
Brusić se nalazi u unutrašnjosti otoka Krka, u zapadnom dijelu otoka koji se naziva Šotovento. Oko kilometar zapadno od sela prolazi državna cesta D104 koja vodi do trajektnog pristaništa Valbiska. 
Obližnja sela, udaljena oko 3 km, su: Bajčić na sjeveru, Žgaljić na zapadu, Skrpčić na jugu te Vrh na istoku.
Administrativno pripada Gradu Krku od kojeg je udaljen oko 7 km.
Vrhovi Škrlat (144 mnm) i Vrhure (238 mnm) štite Brusić, ali i čitav zapadni dio otoka Krka od bure. Po tome je i taj kraj dobio naziv (Šotovento-tal. ispod vjetra, zavjetrina).

## Povijest
Iako je Šotovento bilo naseljeno još u antici, naseljenost je u srednjem vijeku bila vrlo slaba. Taj su kraj pretežno iskorištavali stanovnici samog grada Krka prvenstveno za sječu drva za ogrjev te poljoprivrednu proizvodnju, u prvom redu stočarstvo.
Sredinom 15. st. Ivan VII. Frankapan naselio je na područje Šotoventa 200-tinjak vlaških obitelji s Velebita. U svezi s tim naseljavanjem je i postanak većeg dijela današnjih sela Šotoventa pa i Brusića. Ti su Vlasi govorili posebnim jezikom, krčkorumunjskim jezikom, koji je kroz stoljeća postupno potiskivalo čakavsko narječje kojim se danas u tom kraju govori. Posljednji govornik tog romanskog, krčkorumunjskog jezika bio je Mate Bajčić Gašpović iz Poljica koji je umro 1875. g.

## Naziv
Naziv sela je patronimičkog porijekla, tj. prema prezimenu koje prevladava u tom selu. I danas se većina mještana preziva Brusić.

## Stanovništvo
Prema popisu stanovnika iz 2011. g. u selu je živjelo 40 stanovnika. To je najmanji broj stanovnika od kada se vode službeni popisi, od sredine 19. st. Do toga je dovela dugotrajna depopulacija koja traje već skoro sto godina. Najviše žitelja Brusići su imali 1921. g. kada je tu živjelo 143 stanovnika. Do tada je broj stanovnika umjereno rastao, a od tada slijedi prvo lagani pad, a od 1961. g. (101 stanovnik) značajan pad broja stanovnika.
| broj stanovnika | 95    | 104   | 118   | 131   | 114   | 135   | 143   | 128   | 130   | 122   | 101   | 78    | 54    | 69    | 52    | 40    | 43    |
|                 | 1857. | 1869. | 1880. | 1890. | 1900. | 1910. | 1921. | 1931. | 1948. | 1953. | 1961. | 1971. | 1981. | 1991. | 2001. | 2011. | 2021. |

## Gospodarstvo
Poljoprivreda, koja je tradicionalno bila osnovna privredna grana, naročito stočarstvo te dijelomično ratarstvo i maslinarstvo, u novije vrijeme gube na značaju. Maslinarstvo se donekle obnavlja, ali je danas tek sporedni izvor prihoda.
U mjestu radi nekoliko obrtnika, a dio mještana radi u gradu Krku.
Unatoč dobroj prometnoj povezanosti (blizina državne ceste D104) i nedalekoj obali turizam je počeo polako rasti.

## Znamenitosti
- Kapela svete Cecilije. Ne može se točno utvrditi vrijeme njezine izgradnje, ali se 1565. g. spominje se da je prastara. Tijekom povijesti bila je predmetom čestih prepirki.
- Biskup Petar Bembo 1565. g. spominje da je postojala kapela svetog Sergija ponad Brusića. Još tada su postojali samo temelji koji su vidljivi i danas. U svezi s ovom kapelom postoje vjerske tradicije i molitve.
- Obližnji Krk je višetisućljetni grad iznimno bogat kulturnim i arheološkim spomenicima.

## Vanjske poveznice
- Službene stranice grada Krka
- Službene stranice Turističke zajednice Grada Krka